# Venedor ambulant

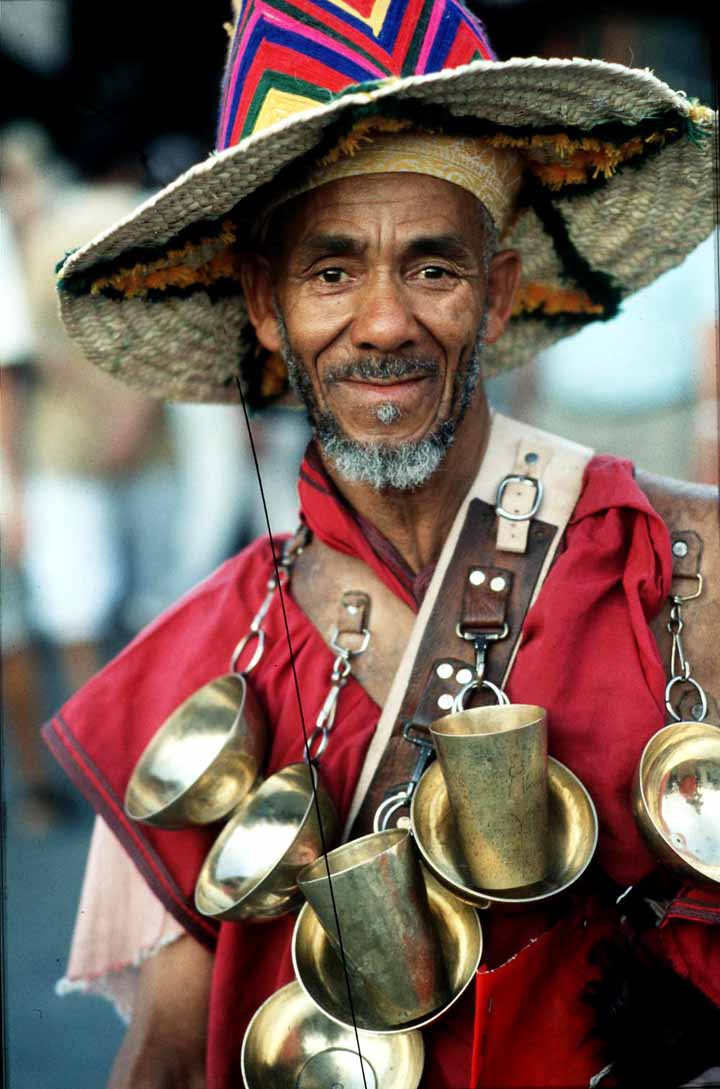
Venedor ambulant al Marroc.

Per venedor ambulant és un comerciant que no practica la seva professió en un lloc estable. L'activitat del venedor ambulant generalment es concentra en les fires o en els mercats diaris o setmanals (en aquests casos es du a terme en zones públiques), però de forma generalitzada, -de vegades il·legal, com el comerç del top manta -, també en altres llocs concorreguts, com a destinacions turístiques, centres comercials, esdeveniments esportius i musicals.

## Història
Els seus orígens es perden a la boira del temps, ja que antigament no hi havia botigues permanents als pobles agrícoles i, per tant, per al subministrament, calia anar a les fires que es realitzaven periòdicament. Per fer front a les necessitats de la població rural, hi havia les figures dels venedors ambulants, els orígens dels quals poden estar relacionats amb la relativa seguretat dels viatges després de l'any 1000, sense excloure la seva existència en temps més antics. Moltes vegades a la part posterior d'un ase, potser amb un carro, passaven per tots els carrers, portant tota mena de productes que podrien servir.
A Mallorca, durant l'antic règim, els venedors ambulants, dits marxandos, conformaven un col·legi professional juntament amb els guanters, els mercers i els passamaners, encara que les discussions internes eren habituals, com també les escissions i reintegracions dins el col·legi. Els marxandos no fabricaven ni confeccionaven, sinó que es dedicaven a la venda principalment teles i altres productes variats, com ara rosaris, estampes, cartes de jugar, agulles, cordons, miralls, ventalls, pintes, vetes i productes de drogueria. No se sap quan es va constituir, però el segle xvi ja estava perfectament organitzat i segurament era anterior. El seu patró era sant Antoni, que veneraren primer a l'església de Santa Eulàlia, més tard a l'església de Sant Antoni de Viana i finalment a l'església de la Mercè. La sala del col·legi era a la plaça de Can Tagamanent.

## Venda porta a porta
Herència de l'antic venedor ambulant és el venedor porta a porta que, literalment, es trasllada de casa en casa o d'empresa en empresa per vendre els seus propis productes o els d'una altra empresa que promociona en aquell moment. En el segon cas solem parlar d'un agent comercial o d'altres que fan vendes directes, és a dir, proposen, per diversos mètodes, productes o serveis de consum directament al domicili del consumidor.